# Џорџ Маклелан
Џорџ Бринтон Маклелан (енгл. George Brinton McClellan; Филаделфија, 3. децембар 1826 — Оринџ, 29. октобар 1885) је био генерал-мајор током Америчког грађанског рата и кандидат Демократске странке за председника 1864. године.

## Биографија
Он није био само војни командант, већ и врсни инжењер и веома способан организатор. На тој позицији је доказао мане Војне академије Сједињених Америчких Држава. Академија је била способна за обучавање инжењера и официра за малу војску, ону од пре Грађанског рата. Пореклом из Филаделфије, на академију је ушао са Пенсилванијског универзитета као други у класи 1846. године. Распоређен је у инжењерску јединицу.

## Цивилни рад
Због спорог напредовања у регуларној армији, одлучио је да пређе у коњицу 1855. године, када је дошло до проширивања војних јединица. Послат је да проучава европске армије, и том приликом је написао опширан извештај о опседању Севастопоља током Кримског рата. То искуство је касније утицало на његово доношење одлука на Вирџинијском полуострву. Током преосталог времена које је провео у Европи, много је путовао и мењао је Пруска и Мађарска коњска седла за Маклеланова седла, која су коришћена све док армија није избацила из употребе његову монтирану руку. Поднео је оставку 16. јануара 1857, и почео је да се бави железничким инжењерингом. Радио је за Центар Илионис као главни инжењер и потпредседник, и баш пре Грађанског рата је постао председник дивизије за Охајо и Мисисипи. Упркос његовом успехом у приватној пракси, врло радо се вратио у војску 1862. године.

## Повратак у војску
Његови задаци су били: генерал-мајор Добровољаца Охаја (23. априла 1861); командант Охајо милиције (23. април - 13. мај 1861); командовао је окупационом армијом Западне Вирџиније; Одсек Охајо (13. мај - 23. јул 1861); генерал-мајор (14. мај 1861); командант Потомак дивизије (25. јул - 15. август 1861); командант армије и одсека у Потомаку (15. август 1861—9. новембар 1862); и главни командант (5. новембар 1861—11. март 1862).

## Учествовање у Америчком грађанском рату
Прво је био постављен од стране гувернера Охаја Вилијама Денисона, а ускоро је био одмах иза Скота, где је постављен од стране Абрахама Линколна. Брзи напредак у војној каријери, од капетана до генерал-мајора, му је ударило у главу, и објавио је једну комичну изјаву дане жели да постане диктатор. До тада је однео неке мање победе у Западној Вирџинији, због чега је 16. јула 1861. добио захвалност од Конгреса, иако је већину захвалности требало приписати његовим подређеним. Позван је да преузме команду код Вашингтона, после пораза код Ист Бул Рана. Ту није показао задовољавајуће опхођење према СКоту и цивилним властима. Нови надимак му је био млади Наполеон. Активно је радио на слању Скота у пензију. Његове организационе и инжењерске способности су биле веома добро искоришћене приликом стварања Армије Потомак. Али он није напредовао у служби и одбио је да преда своје планове цивилним властима. Једном је чак одбио да се састане са председником. У децембру 1861. је оболео од тифуса. Док је он стигао до Манзаса, армија Џозепа Џонсона се већ повукла.
Маклелан је планирао напад на Ричмонд, између река Џејмс и Јорк. То је био добар план, иако се Линколн плашио за сигурност Вашингтона. Али он није успео добро да координише тај напад. Почетно кретање је било добро, али се сетио опседања Севастопоља, и због тога је опколио Јорктаун. То је омогућило Џонсону да доведе појачање. Када се Џонсон повукао, он га је пратио према Вилијамсбургу. Стигао је до самоог главног града Конфедерације. У том тренутку је стао. Разлог за то је стално преувеличавање снаге противника. Та стална успоравања су натерала Линколна да га смени са свих командних позиција 11. марта 1862. Пребачен је у команду Армија Потомак и Ричмонд.

## Политичка активност и смрт
Био је кандидат Демократске странке за председника 1864. Штету му је нанела партија позивајући на крај рата, који је био означен као изгубљен. Он је био против обуставе рата и желео је победу. У првом тренутку се чинило да може да победи Линколна, али због победа Северњака, је скренуло пажњу јавности са рата. Победио је само у три државе. Повукао се из војске на дан избора. Био је активан у државној политици. Био је гувернер Њу Џерзија крајем 1870 година и почетком 1880. Умро је 29. октобра 1885 у Оранџу, Њу Џерзи. Сахрањен је на Ривервју гробљу у Трентону.